# Migas distinctus
Migas distinctus är en spindelart som beskrevs av O. Pickard-Cambridge 1879. Migas distinctus ingår i släktet Migas och familjen Migidae. Inga underarter finns listade i Catalogue of Life.